# Kamobeul
Kamobeul est un village du Sénégal situé en Basse-Casamance. Il fait partie de la communauté rurale d'Enampore, dans l'arrondissement de Nyassia, le département de Ziguinchor, et la région de Ziguinchor.
Lors du dernier recensement (2002), Kamobeul comptait 357 habitants et 50 ménages et Kamobeul Manjack en comptait respectivement 42 et 6.